# ههرونن
ههرونن (به لاتین: Höhronen) یک کوه در سوئیس است که در کانتون زوریخ واقع شده‌است. ههرونن ۱٬۲۲۹ متر بالاتر از سطح دریا واقع شده‌است.